# Джанетт Макдональд
Джанетт Макдональд (англ. Jeanette MacDonald; 18 червня 1903 — 14 січня 1965) — американська актриса і співачка.
Джанетт найвідоміша за своїми ролями в музичних фільмах 1930-х років разом з Морісом Шевальє («Парад кохання», «Одна година з тобою», «Люби мене сьогодні», «Весела вдова») та Нельсоном Едді («Немовита Марієтта», «Роз-Марі», «Травневі дні», «Дівчина із Золотого Заходу», «Закохані» та «Молодий місяць»).
За свою кінокар'єру з 1929 по 1949 рік вона знялася у 29 фільмах, чотири з яких були номіновані на премію «Оскар», а також записала три золоті диски. У 1943—1951 роках Макдональд співала на сцені кількох оперних театрів, з 1929 до кінця 1950-х років багато працювала на радіо та телебаченні. З 1937 року до своєї смерті була одружена з актором Джином Раймондом, дітей від шлюбу вони не мали. Її старша сестра Блоссом Рок також була акторкою. Останні роки Джанетт мало працювала через проблеми із серцем. Померла 1965 року від інфаркту.